# 昀昀
昀昀（本名：董思成；1997年10月28日—），中國大陸男藝人、歌手，藝名昀昀（韓語：윈윈），出生並成長於浙江省溫州市鹿城區，主要於中國大陸及韓國兩地發展，為SM娛樂旗下韓國男子團體NCT成員。2016年以首爾分隊NCT 127出道。2019年以中國分隊WayV出道。2021年在中国大陸正式成立个人工作室。

## 早年经历
1997年10月28日，董思成出生於浙江省溫州市鹿城區。家庭成員除了父母外，還有一位長居在新西蘭的姐姐。
因學業關係，董思成自小離家在北京生活。2009年以藝術類舞蹈專業第一名的成績考入北京舞蹈學院附中。雖然董思成高一的時候就在學校附近被韓國SM娛樂星探選中，更遠赴韓國進行了一個月的訓練，後因要專注學業而選擇回國。2015年以出眾的實力考取了北京舞蹈學院舞蹈表演全國第1名、中央戲劇學院表演專業第10名、中國傳媒大學表演專業第7名的傲人成績，最終順利進入中央戲劇學院表演系。大一的董思成最終決定進入SM公司成為了練習生。

## 演藝事業

### 2016-2020年：组合活动
2016年1月5日，他通過SM娛樂的預備明星組合SM ROOKIES於首次亮相，用上藝名「昀昀」。在正式以NCT成員出道之前，他曾多次參與組合活動。4月9日，隨NCT U出席第十六屆音樂風云榜年度盛典，以中國舞参与《The 7th Sense》的舞台；出演NCT U單曲《Without You》 MV。5月9日，以練習生身份出演NCT團體綜藝《NCT Life in Seoul》。
2016年7月3日，公開為NCT首爾分隊NCT 127成員。7月7日，隨組合發布首張迷你專輯《NCT#127》的主打曲《Fire Truck》，並出演Mnet《M Countdown》，正式在韓國出道。2018年11月23日，官方宣布昀昀因準備中國出道而不參組合NCT 127的新專輯活動。
2019年1月17日，作為NCT中國分隊WayV成員，隨組合推出首張數碼專輯《The Vision》，正式在中國出道。3月，以固定嘉賓身份出演湖南衛視真人秀節目《我們的師父》，並與其他嘉賓為節目獻唱同名主題曲《我們的師父》。

### 2021年至今：个人工作室成立
2021年9月30日，SM娛樂宣布昀昀在中國成立了僅限於在中國演藝活動的個人工作室，同時還將繼續兼顧WayV活動。
2021年10月25日，首次出演的民國玄幻網劇《如月》正式開拍，在劇中飾演遊戲人間的司徒威廉。2024年7月29日，电视剧以《冰雪谣》之名播出，角色名更改为司徒威涟。
2022年6月28日，腾讯视频官博宣布网剧《25小时恋爱》开拍，在剧中饰演男主角言樾，8月22日杀青。2023年8月11日播出。
2024年1月2日，参演的腾讯视频电视剧《子夜归》开拍，剧中饰演福朝，同年5月14日杀青。
2024年1月19日，参演的芒果TV电视剧《五福临门》开机，同年4月18日杀青，剧中饰演杨羡。於2025年1月25日在芒果TV首播。1月18日，与钱锟共同演唱的OST《初雪》上线。
2024年9月28日，参演的爱奇艺电视剧《明月苍茫》开机。2025年1月17日，该剧杀青，剧中饰演莫提准。

## 音樂作品
所屬團體之共同作品，請參閱NCT音樂作品列表

### 合作歌曲
| 發布日期      | 歌曲名稱       | 專輯                             | 合作歌手               |
| ------------- | -------------- | -------------------------------- | ---------------------- |
| 2019年3月25日 | 《我們的師父》 | 湖南衛視《我們的師父》同名主題曲 | 於曉光、大張偉、劉宇寧 |

### 音樂錄影帶
| 發布日期      | 歌曲名稱             | 歌手  |
| ------------- | -------------------- | ----- |
| 2016年4月10日 | WITHOUT YOU          | NCT U |
| 2016年4月11日 | WITHOUT YOU (中文版) | NCT U |

## 影視作品
所屬團體之共同作品，請參閱NCT影視作品列表

### 電視劇
| 年份   | 電視劇名稱     | 角色     | 性質   |
| ------ | -------------- | -------- | ------ |
| 2023年 | 《25小时恋爱》 | 言樾     | 网络剧 |
| 2024年 | 《冰雪谣》     | 司徒威涟 | 网络剧 |
| 2025年 | 《五福临门》   | 楊羨     |        |
| 2025年 | 《子夜归》     | 蝠朝     | 网络剧 |
| 未播   | 《明月蒼茫》   | 莫提准   |        |
| 未播   | 《良陈美锦》   | 叶限     |        |

### 固定綜藝節目
| 播出日期               | 電視台   | 節目名稱             | 備註     |
| ---------------------- | -------- | -------------------- | -------- |
| 2019年3月30日－6月15日 | 湖南衛視 | 《我們的師父》       | 小師弟   |
| 2022年4月16日－7月9日  | 浙江衞視 | 《追星星的人第二季》 | 追星團   |
| 2022年5月31日－8月2日  | 騰訊視頻 | 《是很熟的味道呀》   | 很熟家族 |

## 參與演出
| 日期           | 演出名字                    |
| -------------- | --------------------------- |
| 2022年12月31日 | 2022-2023浙江衛視美好跨年夜 |

## 獎項與榮譽
| 年份   | 獎項                                    |
| ------ | --------------------------------------- |
| 2018年 | - TC Candler - 2018年最帥面孔（第99名） |
| 2019年 | - TC Candler - 2019年最帥面孔（第88名） |

## 外部連結
- 昀昀的新浪微博
- 昀昀的Instagram帳戶
- 董思成WINWIN工作室的新浪微博